# T Bootis
Désignations
T Bootis est une nova de la constellation du Bouvier.